# Колчук, Фёдор Самуилович
Фёдор Самуилович (Самойлович) Колчук (15 сентября 1894, село Подлесье, ныне Жабинковский район, Брестская область — 3 января 1972, Винница) — советский военный деятель, генерал-майор (17 ноября 1942 года).

## Начальная биография
Фёдор Самуилович Колчук родился 15 сентября 1894 года в селе Подлесье ныне Жабинковского района Брестской области.

## Военная служба

### Первая мировая и гражданская войны
В январе 1915 года призван в ряды Русской императорской армии и направлен в Волынский запасной полк, а в мае 1917 года в чине унтер-офицера был переведён в запасной электротехнический батальон. Принимал участие в боевых действиях на Петроградском и Юго-Западном фронтах.
Во время Октябрьской революции вступил в состав красногвардейского отряда, после чего принимал участие в бою против юнкеров при захвате Петроградской телефонной станции, а затем работал телефонистом в Центральном военном комиссариате.
В мае 1918 года переехал на Урал, где вступил в красногвардейский отряд под командованием И. М. Малышева, в составе которого служил телефонистом и принимал участие в боевых действиях против в районе Златоуста и завода Миасс. 27 июня того же года попал в плен и в марте 1919 года был мобилизован в армию А. В. Колчака и направлен в полк имени Тараса Шевченко, формировавшийся из украинцев в Челябинске. В боевых действиях против РККА не принимал участия. В начале мая полк был направлен на фронт в состав 11-й дивизии Армии Колчака в район станции Сарай-Гар Самаро-Уфимской железной дороги, где поднял восстание и перешёл на сторону РККА. Вскоре Колчук направлен в 216-й стрелковый полк (24-я Симбирская Железная стрелковая дивизия), был где назначен на должность командира батальона, после чего принимал участие в боевых действиях в ходе Уфимской наступательной операции, а с августа в составе 1-й армии (Туркестанский фронт) — против Южной армии и отрядов казачества. В начале 1920 года дивизия была направлена на Западного фронта, где в составе Мозырской группы войск и 12-й армии принимала участие в боевых действиях в ходе советско-польской войны. В июне 1920 года Колчук был ранен и после излечения в августе вернулся в полк, где служил на должностях командира батальона, помощника командира и командира полка.

### Межвоенное время
С июня 1921 года Колчук продолжил служить в составе 24-й стрелковой дивизии на должностях командира 214-го, 208-го и 210-го стрелковых полков, а с июля 1922 года — на должностях помощника командира 70-го и 71-го стрелковых полков. В декабре 1922 года направлен на учёбу в Высшую тактико-стрелковую школу комсостава, после окончания которой в 1924 году вернулся в дивизию и назначен на должность помощника командира по хозяйственной части 71-го стрелкового полка, а в апреле 1927 года был переведён на должность командира 4-го Туркестанского стрелкового полка (2-я стрелковая дивизия, Среднеазиатский военный округ).
В октябре 1928 года был направлен на учёбу в Военную академию имени М. В. Фрунзе, после окончания которой в марте 1931 года служил на должностях начальника учебного отдела и начальника штаба Школы военных сообщений имени М. В. Фрунзе, а в декабре 1934 года был назначен на должность командира 6-й отдельной эксплуатационной железнодорожной бригады в составе ОКДВА, а с 1936 года — в составе Дальневосточного фронта. В апреле того же года Колчук награждён орденом Трудового Красного Знамени.
28 июля 1938 года Фёдор Самуилович Колчук был уволен из рядов РККА по ст. 43, п. «а» и 9 августа того же года арестован, после чего находился под следствием. 24 марта 1939 года Военным трибуналом Амурской железной дороги был осуждён по ст. 193, п. 17 «а» условно с двухгодичным испытательным сроком.

### Великая Отечественная война
С началом войны Колчук был восстановлен в рядах РККА и в июле 1941 года был назначен на должность командира 182-го армейского запасного стрелкового полка (Южный фронт), после чего принимал участие в боевых действиях в районе Мелитополя.
В мае 1942 года назначен на должность командира 353-й стрелковой дивизии, которая принимала участие в боевых действиях в предгорьях Кавказа, в Краснодарском крае и на туапсинском направлении, а затем — в Никопольско-Криворожской, Березнеговато-Снигирёвской и Одесской наступательных операций. За отличие при освобождении Днепродзержинска дивизии было присвоено почётное наименование «Днепродзержинская», а Колчук награждён орденом Суворова 2 степени.
В мае 1944 года назначен на должность командира 37-го стрелкового корпуса, который вскоре принимал участие в боевых действиях в ходе Ясско-Кишинёвской, Дебреценской, Будапештской и Венской наступательных операций.

### Послевоенная карьера
После окончания войны продолжил командовать 37-м стрелковым корпусом в составе Прикарпатского военного округа.
В июле 1946 года назначен на должность заместителя командира 35-го гвардейского стрелкового корпуса, а в ноябре 1950 года — на должность начальника 1-го военного автомобильного училища.
Генерал-майор Фёдор Самуилович Колчук в декабре 1953 года вышел в отставку. Умер 3 января 1972 года в Виннице.

## Воинские звания
- Комбриг (2 декабря 1935 года);
- Генерал-майор (17 ноября 1942 года[1]).

## Награды
- Орден Ленина;
- Три ордена Красного Знамени;
- Два ордена Суворова 2 степени;
- Орден Кутузова 2 степени;
- Орден Отечественной войны 1 степени;
- Орден Трудового Красного Знамени[2];
- Медали, в том числе «За оборону Кавказа», «За взятие Будапешта», «За победу над Германией»[3].